# Lohe (Seefahrt)

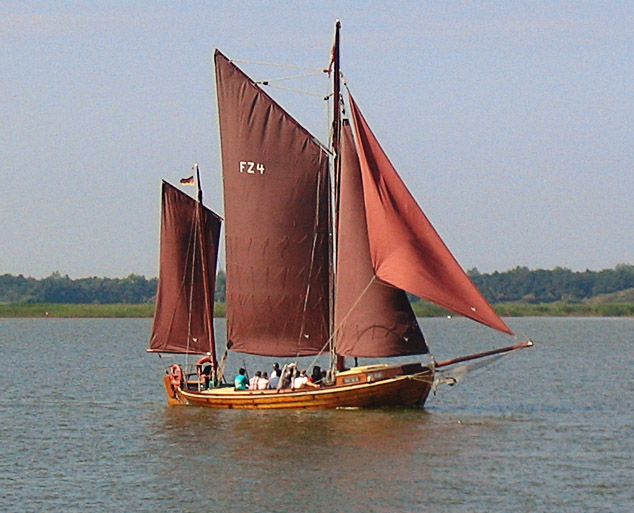
Zeesenboot mit lohfarbenen Segeln

Lohe ist die allgemeine Bezeichnung für pflanzliche Gerbstoffe, die traditionell neben der Ledergerbung auch zur Konservierung von Segeln, Tauen und Fischernetzen verwendet wurden. In der Regel wird Lohe mit einem roten bis rostbraunen Farbton in Verbindung gebracht.
In der früheren Seefahrt bestanden die Segel aus pflanzlichen Geweben wie Hanf oder Leinen, welche im Vergleich mit modernen Kunststoffen deutlich schneller unter Nässe und UV-Strahlung litten, so dass sie Stockflecken bekamen, brüchig wurden oder faulten beziehungsweise verschimmelten. Zu diesem Zweck hatten die Fischer überall in Europa diverse Rezepturen entwickelt, welche in Deutschland meist unter der Bezeichnung Lohe zusammengefasst wurde. Bestand die Lohe ursprünglich aus pflanzlichen Gerbmittel wie zerkleinerter, gerbsäurehaltiger Fichten- und Eichenrinde, wurde der Begriff später auch auf Anilinfarben wie Bismarckbraun Y, Kongorot, Benzoechtkupferbraun, Methylenblau und  Methylviolett übertragen. Wenngleich Farbstoffe per se keine Konservierungsmittel sind, schützt jedes Mittel, das in der Lage ist, die Garne zu umhüllen, diese für gewisse Zeit. 
Manche Rezepturen, denen zur Verstärkung des UV-Schutzes Farbpigmente beigesetzt wurden, hatten je nach Region sogar eigene Namen. So sind neben Birkenlohbraun zum Beispiel das Haffkrugbraun und das Finkenwerder Braun bekannt.
Zum Aufbringen der Lohe wurde diese meist in großen Kesseln aufgekocht und die zu behandelnden Gegenstände in die Kessel geworfen. Unter Aufrühren nahmen die Segel oder Netze dann die Lohe auf. Nachdem sie vollständig getränkt waren, wurden sie entweder auf dafür vorgesehenen Gestellen aufgehängt oder großflächig ausgelegt.
Mit Entstehung der chemischen Industrie kamen fertig hergestellte Mischungen auf. Heute wird Lohe nur noch gelegentlich für museale Zwecke, das heißt, für Segel historischer Schiffe  verwendet, lohfarbene Segel auf heutigen traditionell getakelten Segelschiffen sind jedoch meist aus Polyestergewebe.